# سانتی کوسماس و دامیان
سانتی کوسماس و دامیان (انگلیسی: Santi Cosma e Damiano) نام قدیم معبد رومولوس کلیسایی با عنوان کلیسای انتصابی در رم، ایتالیا است. بخش پایینی ساختمان از طریق فروم رم قابل دسترسی است و ساختمان‌های اصلی رومی را در خود جای داده‌است، اما ورودی طبقه فوقانی خارج از فروم است.
به‌طور سنتی اعتقاد بر این است که معبد توسط امپراتور ماکسنتیوس به پسر و کنسول روم والریوس رومولوس که در سال ۳۰۹ درگذشت و به او افتخارات الهی داده شد، تقدیم شده‌است.